# Death by Sexy
Death by Sexy è il terzo album in studio della band statunitense Eagles of Death Metal.

## Tracce
1. I Want You So Hard (Boy's Bad News)
2. I Got A Feelin (Just 19)
3. Cherry Cola
4. I Like To Move In The Night
5. Solid Gold
6. Don't Speak (I Come To Make A BANG!)
7. Keep Your Head Up
8. The Ballad Of Queen Bee & Baby Duck
9. Poor Doggie
10. Chase The Devil
11. Eagles Goth
12. Shasta Beast
13. Bag O' Miracles